# Epsilonoides mirabilis
Epsilonoides mirabilis är en rundmaskart som beskrevs av Steiner 1931. Epsilonoides mirabilis ingår i släktet Epsilonoides och familjen Epsilonematidae. Inga underarter finns listade i Catalogue of Life.